# Daniel Pineda
Daniel Pineda (Dallas, Texas; 6 de agosto de 1985) es un artista marcial mixto estadounidense retirado. Compitió en la división de peso pluma de Ultimate Fighting Championship, así como también ha competido para Professional Fighters League, Bellator MMA y EliteXC.

## Primeros años
Nacido en Dallas y criado en Waller, Texas, Pineda luchó en el instituto durante tres años antes de empezar a entrenar en artes marciales mixtas a los 21 años.

## Carrera de artes marciales mixtas

### Legacy Fighting Championship
Pineda fue el campeón de peso pluma de Legacy Fighting Championship. Ninguna de sus peleas con Legacy fue a la decisión con notables victorias sobre los combatientes como el veterano WEC Frank Gomez. Las peleas de Pineda con Legacy Fighting Championships fueron siempre emocionantes y su último combate con Legacy Fighting Championships antes de ir a la UFC terminó en un TKO en Legacy Fighting Championships 9.

### Ultimate Fighting Championship
A principios de enero de 2012, se anunció que Pineda había sido contratado por la UFC.
Debutó el 20 de enero de 2012 en UFC on FX: Guillard vs. Miller contra el también recién llegado a la UFC Pat Schilling.. Ganó el combate por sumisión en el primer asalto.
Pineda se enfrentó a Mackens Semerzier el 3 de marzo de 2012 en UFC on FX: Alves vs. Kampmann, sustituyendo a un lesionado Robbie Peralta. Ganó el combate por sumisión en el primer asalto.
Pineda se enfrentó a Mike Brown el 26 de mayo de 2012 en UFC 146. Perdió el combate por decisión unánime.
Pineda se enfrentó a Antonio Carvalho el 21 de julio de 2012 en UFC 149, sustituyendo a un lesionado George Roop. Perdió el combate tras ser noqueado por primera vez en su carrera profesional de MMA.
Pineda regresó después de un despido para enfrentarse a Justin Lawrence el 13 de abril de 2013 en The Ultimate Fighter 17 Finale. Ganó el combate por sumisión en el primer asalto. Esta victoria le valió el premio a la Sumisión de la Noche.
Pineda se enfrentó a Diego Brandão el 17 de agosto de 2013 en UFC Fight Night: Shogun vs. Sonnen. Perdió el combate por decisión unánime.
Pineda se enfrentó a Rob Whiteford el 15 de marzo de 2014 en UFC 171. Perdió el combate por decisión unánime, y posteriormente fue liberado de UFC.

### Regreso a Legacy FC
Tras su salida de UFC, Pineda volvió a firmar con Legacy Fighting Championships en julio de 2014.
Pineda se enfrentó a Leonard Garcia en Legacy FC 37 el 14 de noviembre de 2014. He won the fight via submission in the first round.
Pineda se enfrentó después a Thomas Webb en Legacy FC 39 el 28 de febrero de 2015. Ganó el combate por sumisión al principio del primer asalto.

### Regreso a Bellator MMA
Tras casi seis años de ausencia, Pineda regresó a la promoción Bellator MMA en 2016. Se enfrentó a Emmanuel Sanchez en la tarjeta principal de Bellator 149 el 19 de febrero de 2016. Perdió el combate por decisión unánime.
Pineda se enfrentó a Mark Dickman en Bellator 161 el 16 de septiembre de 2016. Ganó el combate por sumisión en el tercer asalto.
Pineda se enfrentó a Georgi Karakhanyan en Bellator 182 el 25 de agosto de 2017. Perdió por parada médica en el segundo asalto debido a un corte.

### Professional Fighters League
Pineda se unió a Professional Fighters League (PFL) en 2019 y luchó contra Movlid Khaybulaev y Jeremy Kennedy en la PFL. Ganó ambos combates en la misma noche; sin embargo, se dictaminó que no había ganador después de que Pineda fallara una prueba de drogas y posteriormente fue suspendido y multado con $12500 dólares por la Comisión Atlética de Nevada.

### Regreso a la UFC
Pineda volvió a firmar con la UFC en junio de 2020.
Pineda se enfrentó a Herbert Burns el 15 de agosto de 2020 en UFC 252. Ganó el combate por nocaut técnico en el segundo asalto. Esta victoria le valió el premio a la Actuación de la Noche.
Pineda se enfrentó a Cub Swanson el 12 de diciembre de 2020 en UFC 256. Perdió el combate por nocaut en el segundo asalto.
Pineda se enfrentó a Andre Fili el 26 de junio de 2021 en UFC Fight Night: Gane vs. Volkov. Al principio del segundo asalto, Pineda recibió un golpe accidental en el ojo y se consideró que no podía continuar. El combate fue declarado sin resultado.
Una muestra de orina que Pineda produjo en la noche del combate dio positivo por anfetamina, una sustancia prohibida bajo las reglas de la Comisión Atlética del Estado de Nevada. Como resultado, Pineda recibió el miércoles una suspensión de nueve meses, retroactiva a la prueba positiva. También se le impuso una multa de $2554.38 dólares por la infracción y los gastos legales subsiguientes.
Pineda estaba programado para enfrentarse a Jamall Emmers el 14 de mayo de 2022 en UFC on ESPN 36. Sin embargo, la pelea fue cancelada a finales de abril por razones desconocidas.
Pineda enfrentó a Tucker Lutz el 25 de marzo de 2023 en UFC on ESPN 43. Ganó la pelea por sumisión con una guillotina en el segundo asalto. Está pelea lo hizo merecedor de su segundo premio a la Actuación de la Noche.
Pineda enfrentó a Alex Caceres el 3 de junio de 2023 en UFC on ESPN 46. Perdió la pelea por decisión unánime. Está pelea lo hizo merecedor de su primer premio a la Pelea de la Noche.
Pineda estaba programado para enfrentarse a Khusein Askhabov el 7 de octubre de 2023 en UFC Fight Night 229. Sin embargo, el 11 de septiembre, Askhabov fue arrestado tras ser vinculado con un secuestro y tortura en Tailandia y la pelea fue cancelada.
Pineda se enfrentó a Nathaniel Wood el 27 de julio de 2024 en UFC 304. Perdió la pelea por decisión unánime.
Pineda se enfrentó a Darren Elkins el 19 de octubre de 2024 en UFC Fight Night 245. Perdió la pelea por decisión unánime y después anunció su retiro como peleador.

## Vida personal
Pineda y su esposa tienen una hija, Olivia (nacida en 2020).

## Campeonatos y logros
- Ultimate Fighting Championship
  - Sumisión de la Noche (una vez) vs. Justin Lawrence 
  - Actuación de la Noche (dos veces) vs. Herbert Burns y Tucker Lutz.[20][30]
  - Pelea de la Noche (una vez) vs. Alex Caceres.[33]
- Legacy Fighting Championship
  - Campeonato de peso pluma del Legacy FC (una vez)
  - Dos defensas exitosas del título
- Fury FC
  - Campeonato Interino de Peso Pluma de Fury FC (una vez)
  - Campeonato de Peso Ligero de Fury FC (una vez)
- Katana Cagefighting
  - Campeonato de Peso Pluma de KC (una vez)

## Récord en artes marciales mixtas
| Resultado     | Récord    | Oponente           | Método                                       | Evento                                                  | Fecha                    | Ronda | Tiempo | Localización          | Notas |
| ------------- | --------- | ------------------ | -------------------------------------------- | ------------------------------------------------------- | ------------------------ | ----- | ------ | --------------------- | --- |
| Derrota       | 28-17 (2) | Darren Elkins      | Decisión (unánime)                           | UFC Fight Night: Hernandez vs. Pereira                  | 19 de octubre de 2024    | 3     | 5:00   | Las Vegas, Nevada     | Anunció su retiro después de la pelea. |
| Derrota       | 28-16 (2) | Nathaniel Wood     | Decisión (unánime)                           | UFC 304                                                 | 17 de julio de 2024      | 3     | 5:00   | Manchester            | |
| Derrota       | 28-15 (2) | Alex Caceres       | Decisión (unánime)                           | UFC on ESPN: Kara-France vs. Albazi                     | 3 de junio de 2023       | 3     | 5:00   | Las Vegas, Nevada     | Pelea de la Noche. |
| Victoria      | 28-14 (2) | Tucker Lutz        | Sumisión (guillotine choke)                  | UFC on ESPN: Vera vs. Sandhagen                         | 25 de marzo de 2023      | 2     | 2:50   | San Antonio, Texas    | Actuación de la Noche. |
| Sin resultado | 27-14 (3) | Andre Fili         | Sin resultado (piquete accidental en el ojo) | UFC Fight Night: Gane vs. Volkov                        | 26 de junio de 2021      | 2     | 0:46   | Las Vegas, Nevada     | Un golpe accidental en el ojo hizo que Pineda no pudiera continuar. |
| Derrota       | 27-14 (2) | Cub Swanson        | KO (puñetazos)                               | UFC 256                                                 | 12 de diciembre de 2020  | 2     | 1:52   | Las Vegas, Nevada     | |
| Victoria      | 27-13 (2) | Herbert Burns      | TKO (codazos)                                | UFC 252                                                 | 15 de agosto de 2020     | 2     | 4:37   | Las Vegas, Nevada     | Combate de peso acordado (149.5 libras); Burns no alcanzó el peso. Actuación de la Noche. |
| Sin resultado | 26-13 (2) | Jeremy Kennedy     | Sin resultado (anulado)                      | PFL 8                                                   | 17 de octubre de 2019    | 1     | 4:00   | Las Vegas, Nevada     | Combate de la semifinal de peso pluma de PFL de 2019. Originalmente una victoria por sumisión (estrangulamiento por guillotina) para Pineda; anulada después de que diera positivo por una sustancia prohibida. |
| Sin resultado | 26-13 (1) | Movlid Khaibulaev  | Sin resultado (anulado)                      | PFL 8                                                   | 17 de octubre de 2019    | 1     | 0:29   | Las Vegas, Nevada     | Combate de cuartos de final de peso pluma de PFL 2019. Originalmente una victoria por TKO (puñetazos) para Pineda; anulada después de que dio positivo por una sustancia prohibida.                             |
| Victoria      | 26-13     | Rey Trujillo       | TKO (puñetazos)                              | Fury FC 32                                              | 24 de mayo de 2019       | 1     | 0:51   | Humble, Texas         | Regreso al peso pluma. |
| Victoria      | 25-13     | Elias Rodriguez    | Sumisión (estrangulamiento por guillotina)   | Fury FC 28                                              | 15 de diciembre de 2018  | 1     | 0:51   | Humble, Texas         | Ganó el Campeonato de Peso Ligero de Fury FC. |
| Victoria      | 24-13     | Dimitre Ivy        | Sumisión (estrangulamiento por triángulo)    | Fury FC 25                                              | 20 de julio de 2018      | 1     | 1:10   | Humble, Texas         | Ganó el Campeonato Interino de Peso Pluma de Fury FC. |
| Victoria      | 23-13     | Josh Davila        | TKO (puñetazos)                              | LFA 35                                                  | 9 de marzo de 2018       | 2     | 0:58   | Houston, Texas        | Combate de peso ligero. |
| Derrota       | 22-13     | Georgi Karakhanyan | TKO (parada médica)                          | Bellator 182                                            | 25 de agosto de 2017     | 2     | 4:05   | Verona, Nueva York    | |
| Victoria      | 22-12     | Mark Dickman       | Sumisión (estrangulamiento por detrás)       | Bellator 161                                            | 16 de septiembre de 2016 | 3     | 2:07   | Cedar Park, Texas     | Regreso al peso pluma. |
| Derrota       | 21-12     | Emmanuel Sanchez   | Decisión (dividida)                          | Bellator 149                                            | 19 de febrero de 2016    | 3     | 5:00   | Houston, Texas        | Combate de peso acordado (150 libras). |
| Victoria      | 21-11     | Jonny Carson       | Sumisión (kimura)                            | Legacy FC 41                                            | 3 de abril de 2015       | 3     | 1:45   | Tulsa, Oklahoma       | |
| Victoria      | 20-11     | Thomas Webb        | Sumisión (estrangulamiento por triángulo)    | Legacy FC 39                                            | 27 de febrero de 2015    | 1     | 0:49   | Houston, Texas        | Combate de peso acordado (150 libras). |
| Victoria      | 19-11     | Leonard Garcia     | Sumisión (kimura)                            | Legacy FC 37                                            | 14 de noviembre de 2014  | 1     | 1:54   | Houston, Texas        | Regreso al peso ligero. |
| Derrota       | 18-11     | Rob Whiteford      | Decisión (unánime)                           | UFC 171                                                 | 15 de marzo de 2014      | 3     | 5:00   | Dallas, Texas         | |
| Derrota       | 18-10     | Diego Brandão      | Decisión (unánime)                           | UFC Fight Night: Shogun vs. Sonnen                      | 17 de agosto de 2013     | 3     | 5:00   | Boston, Massachusetts | |
| Victoria      | 18-9      | Justin Lawrence    | Sumisión (kimura)                            | The Ultimate Fighter: Team Jones vs. Team Sonnen Finale | 13 de abril de 2013      | 1     | 1:35   | Las Vegas, Nevada     | Sumisión de la Noche. |
| Derrota       | 17-9      | Antonio Carvalho   | KO (puñetazos)                               | UFC 149                                                 | 21 de julio de 2012      | 1     | 1:11   | Calgary, Alberta      | |
| Derrota       | 17-8      | Mike Brown         | Decisión (unánime)                           | UFC 146                                                 | 26 de mayo de 2012       | 3     | 5:00   | Las Vegas, Nevada     | |
| Victoria      | 17-7      | Mackens Semerzier  | Sumisión (estrangulamiento del brazo)        | UFC on FX: Alves vs. Kampmann                           | 3 de marzo de 2012       | 1     | 2:05   | Sídney                | |
| Victoria      | 16-7      | Pat Schilling      | Sumisión (estrangulamiento por detrás)       | UFC on FX: Guillard vs. Miller                          | 20 de enero de 2012      | 1     | 1:37   | Nashville, Tennessee  | |
| Victoria      | 15-7      | Gilbert Jimenez    | TKO (puño giratorio hacia atrás)             | Legacy FC 9                                             | 16 de diciembre de 2011  | 2     | 1:37   | Houston, Texas        | Combate de peso acordado (150 libras). |
| Victoria      | 14-7      | Frank Gomez        | Sumisión (estrangulamiento por detrás)       | Legacy FC 7                                             | 22 de julio de 2011      | 3     | 2:25   | Houston, Texas        | Defendió el Campeonato de Peso Pluma de Legacy FC. |
| Victoria      | 13-7      | Ray Blodgett       | KO (puñetazo)                                | Legacy FC 6                                             | 9 de abril de 2011       | 1     | 0:58   | Houston, Texas        | Defendió el Campeonato de Peso Pluma de Legacy FC. |
| Victoria      | 12-7      | Levi Forrest       | Sumisión (gancho de talón)                   | Legacy FC 5                                             | 29 de enero de 2011      | 1     | 2:49   | Houston, Texas        | Combate no titular. |
| Victoria      | 11-7      | Reynaldo Trujillo  | Sumisión (estrangulamiento por detrás)       | Legacy Promotions                                       | 31 de julio de 2010      | 1     | 1:58   | Houston, Texas        | Ganó el Campeonato de Peso Pluma de Legacy FC. |
| Derrota       | 10-7      | Chas Skelly        | Sumisión (barra de rodilla)                  | Bellator 19                                             | 20 de mayo de 2010       | 2     | 2:16   | Grand Prairie, Texas  | |
| Victoria      | 10-6      | James King         | TKO (puñetazos)                              | KOK 8: The Uprising                                     | 27 de febrero de 2010    | 1     | 4:30   | Austin, Texas         | |
| Victoria      | 9-6       | Douglas Frey       | Sumisión (gancho de talón)                   | SWC 9: Redemption                                       | 28 de noviembre de 2009  | 2     | 1:55   | Frisco, Texas         | |
| Derrota       | 8-6       | Chas Skelly        | Sumisión                                     | SWC 8: Night of Rumble                                  | 18 de septiembre de 2009 | 1     | 2:12   | Frisco, Texas         | |
| Derrota       | 8-5       | Johnny Bedford     | Sumisión (estrangulamiento por triángulo)    | SWC 7: Discountenance                                   | 20 de junio de 2009      | 2     | 2:58   | Frisco, Texas         | |
| Derrota       | 8-4       | Kyle Miers         | Sumisión (estrangulamiento por detrás)       | International Xtreme Fight Association                  | 6 de junio de 2009       | 1     | 1:24   | Vinton, Luisiana      | |
| Derrota       | 8-3       | Roberto Vargas     | Decisión (unánime)                           | Bellator 6                                              | 8 de mayo de 2009        | 3     | 5:00   | Robstown, Texas       | |
| Victoria      | 8-2       | Johnny Bedford     | Sumisión (barra de rodilla)                  | SWC 3: St. Valentine's Day Massacre                     | 21 de febrero de 2009    | 1     | 2:00   | Frisco, Texas         | |
| Victoria      | 7-2       | Ira Evanson        | Sumisión (barra de brazo)                    | Katana Cagefighting                                     | 6 de diciembre de 2008   | 2     | 1:22   | Robstown, Texas       | Ganó el Campeonato de Peso Pluma de Katana Cagefighting. |
| Derrota       | 6-2       | Scott Bear         | Sumisión (estrangulamiento)                  | Legacy FC 2                                             | 23 de agosto de 2008     | 2     | N/A    | Baton Rouge, Luisiana | |
| Victoria      | 6-1       | Vince Libardi      | TKO (puñetazos)                              | South Coast Promotions                                  | 18 de julio de 2008      | 1     | 1:13   | Houston, Texas        | |
| Victoria      | 5-1       | John Alvarez       | TKO (puñetazos)                              | Katana Cagefighting                                     | 17cde mayo de 2008       | 2     | 2:04   | Robstown, Texas       | |
| Victoria      | 4-1       | Warren Stewart     | TKO (puñetazos)                              | Urban Rumble Championships 1                            | 4 de abril de 2008       | 1     | 1:42   | Pasadena, Texas       | |
| Derrota       | 3-1       | Lim Jae-Suk        | Sumisión (estrangulamiento por detrás)       | EliteXC: Renegade                                       | 10 de noviembre de 2007  | 2     | 2:42   | Corpus Christi, Texas | Combate de peso wélter. |
| Victoria      | 3-0       | Kierre Gooch       | Sumisión (estrangulamiento)                  | Renegades Extreme Fighting                              | 20 de octubre de 2007    | 2     | 0:59   | Houston, Texas        | |
| Victoria      | 2-0       | Warren Stewart     | Sumisión (estrangulamiento por detrás)       | Art of War 2                                            | 11 de mayo de 2007       | 1     | 2:00   | Austin, Texas         | |
| Victoria      | 1-0       | Jeremy Mahon       | Sumisión (estrangulamiento por detrás)       | IFC: Caged Combat                                       | 13 de abril de 2007      | 1     | 1:03   | Corpus Christi, Texas | Debut en el peso ligero. |